# نامبرز
نامبرز (به انگلیسی: The Numbers) یک وبگاه برای بررسی فروش فیلم‌ها در گیشه است، این وبگاه نظام‌مند و دارای الگوریتم می‌باشد. این وبگاه در سال ۱۹۹۷ توسط کارآفرینی به نام بروس ناش افتتاح شد.